# Nieuwpoort (Noord-Holland)
Nieuwpoort is een buurtschap in de gemeente Alkmaar in de Nederlandse provincie Noord-Holland.
Nieuwpoort ligt ingeklemd tussen de Alkmaarderhout en de wijk Overdie,in het zuiden van de stad Alkmaar. De buurtschap ontstond toen het grondgebied van de stad werd vergroot, hierdoor verschoof ook de grens van de stad verder richting het zuiden. Rond en om deze toegang ontwikkelde zich een kleine woonkern. De buurtschap ligt voornamelijk langs de Nieuwpoortselaan, en langs het zuidelijk deel van de Kennemerstraatweg aan de rand van de gemeentegrens met Heiloo.

## Geschiedenis
In de loop van de twintigste eeuw, met name na de Tweede Wereldoorlog breidde de stad Alkmaar zich met de stedelijke bebouwing uit in de omliggende polders. Zo raakte Nieuwpoort ook echt onderdeel van de stadsbebouwing zelf. Het westelijke gedeelte van Nieuwpoort is ontwikkeld tot sportgebied. Onder meer het oude voetbalstadion Alkmaarderhout was hier gelegen tot in het begin van de eenentwintigste eeuw.
Stad: Alkmaar     

Dorpen: Driehuizen · Graft · Grootschermer · Koedijk (deels) · Markenbinnen · Noordeinde · Oost-Graftdijk · Oterleek · Oudorp · De Rijp · Schermerhorn · Starnmeer · Stompetoren · Ursem (deels) · West-Graftdijk · Zuidschermer 

Buurtschappen: Bergermeer · Kogerpolder (deels) · Omval · Nieuwpoort · De Nollen · De Weijdt 

Noord-Holland: Steden en dorpen      Nederland: Provincies · Gemeenten